# Argynnis perrii
Argynnis perrii är en fjärilsart som beskrevs av Butler 1882. Argynnis perrii ingår i släktet Argynnis och familjen praktfjärilar. Inga underarter finns listade i Catalogue of Life.